# 크림 대교

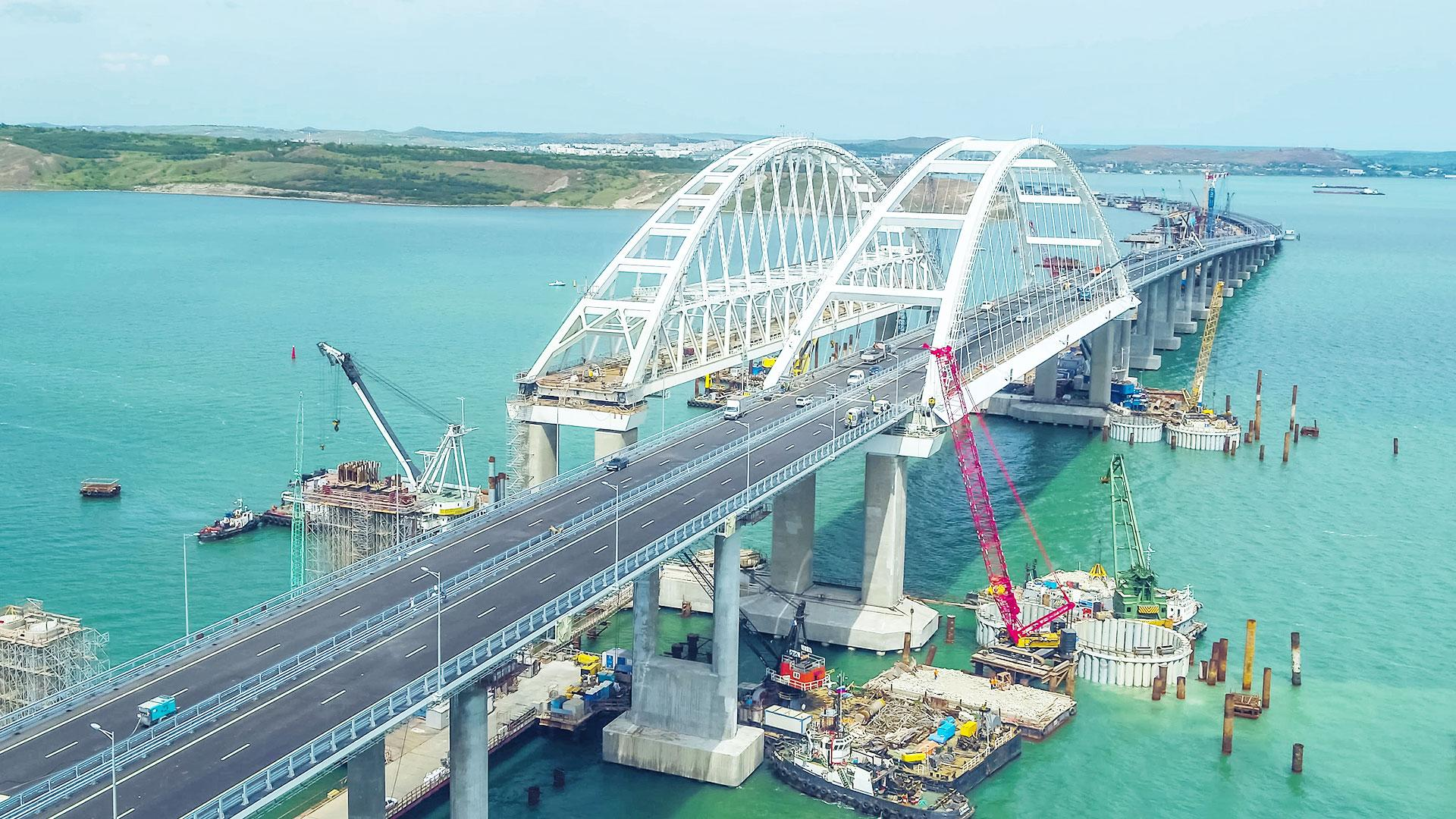
크림 대교 공사 현장 (2018년 5월 촬영)

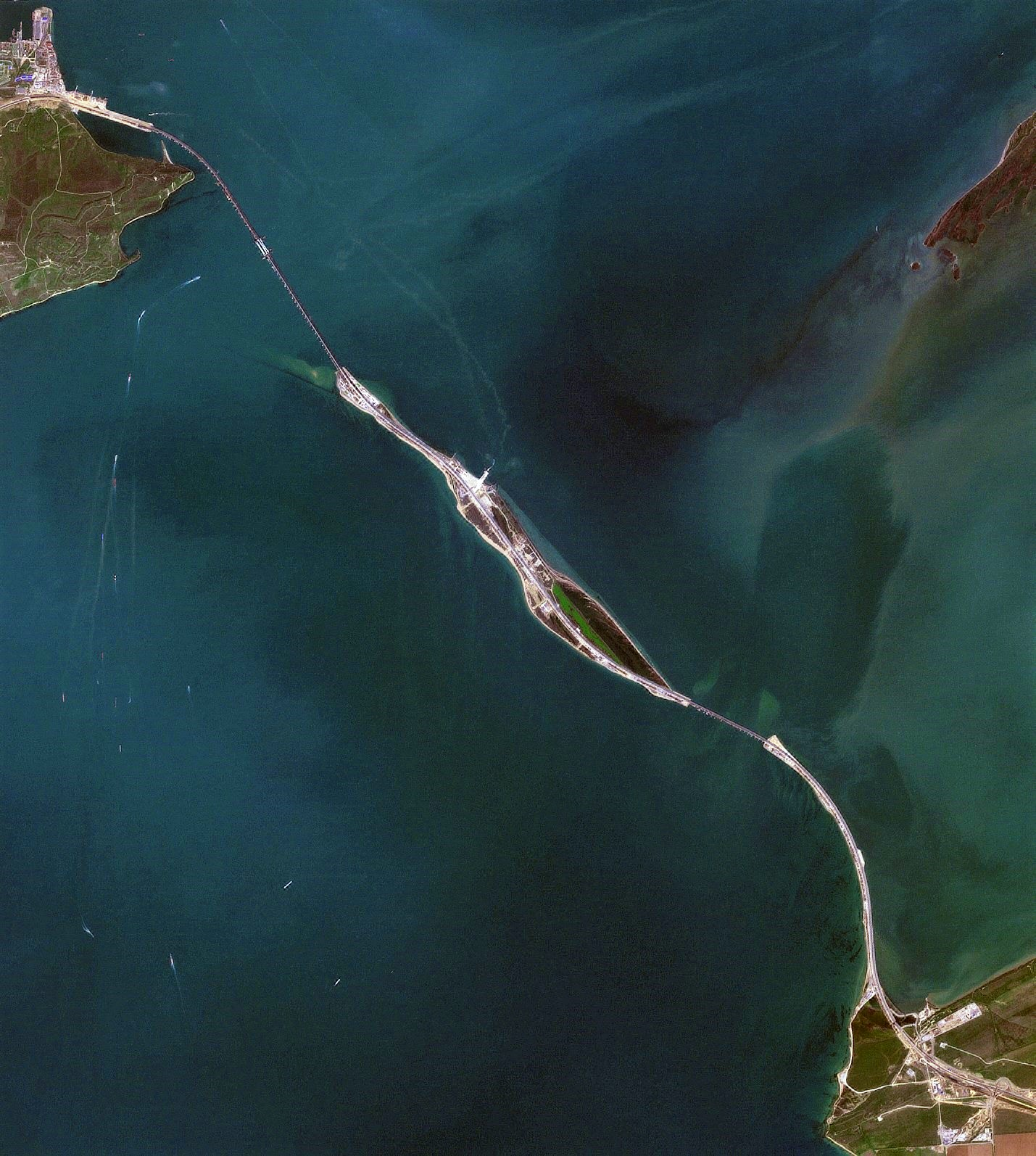
크림 대교 (2018년 4월 촬영

크림 대교(러시아어: Крымский мост 크림스키 모스트[*]) 또는 케르치 해협 대교(러시아어: Мост через Керченский пролив)는 케르치 해협을 건너 러시아 본토의 타만반도와 크림반도를 연결하는 다리이다. 2014년 크림 위기 이후 러시아에서 적극 건설을 추진하였으며, 2018년 완공되었다. 길이는 유럽 최장인 18.1km(철도교), 16.9km(철도교).

## 역사

### 제2차 세계 대전
케르치 해협 대교의 기본적인 설계는 처음으로 1943년에 나치 독일의 알베르트 슈피어가 시작했다. 하지만 나치 독일이 이 지역을 점령하는 동안 다리 공사가 끝나버렸고, 붉은 군대에 의해 크림반도가 해방된 후 독일 국방군이 남겨두고 떠난 자재를 이용해 다리를 완공하였지만, 교각을 보호하는 방사제가 없어서 유빙들이 다리를 손상시켰고 결국 파괴되었다.

### 소련 시기
1944년으로부터 다양한 다리 건설 프로젝트가 시작되었다. 그 중에서도 케르치 해협을 통해 건설하자는 아이디어가 나왔다. 소련의 프로젝트로 추진되었지만, 소련의 붕괴 이후에 러시아와 우크라이나가 갈라지며 프로젝트는 실패하게 되었다.

### 우크라이나 시기
2014년 1월 우크라이나와 러시아는 양국 합작 회사가 케르치 해협 대교를 건설한다고 합의했다.

### 크림 위기 이후
크림 위기가 한창 진행 중이던 2014년 3월 초에 러시아의 드미트리 메드베데프 총리는 케르치 해협 대교를 건설한다는 명령에 서명했다. 2014년 3월 말을 기해 크림반도는 러시아에 귀속되었고, 러시아 정부는 케르치 해협 대교 건설을 준비했다. 2015년 5월에 투즐라섬을 지나는 경로로 착공되었다.

## 개통
2018년 5월 16일에 도로교가 개통되었으며, 철도교는 2019년 말에 개통되었다.